# 美濃路

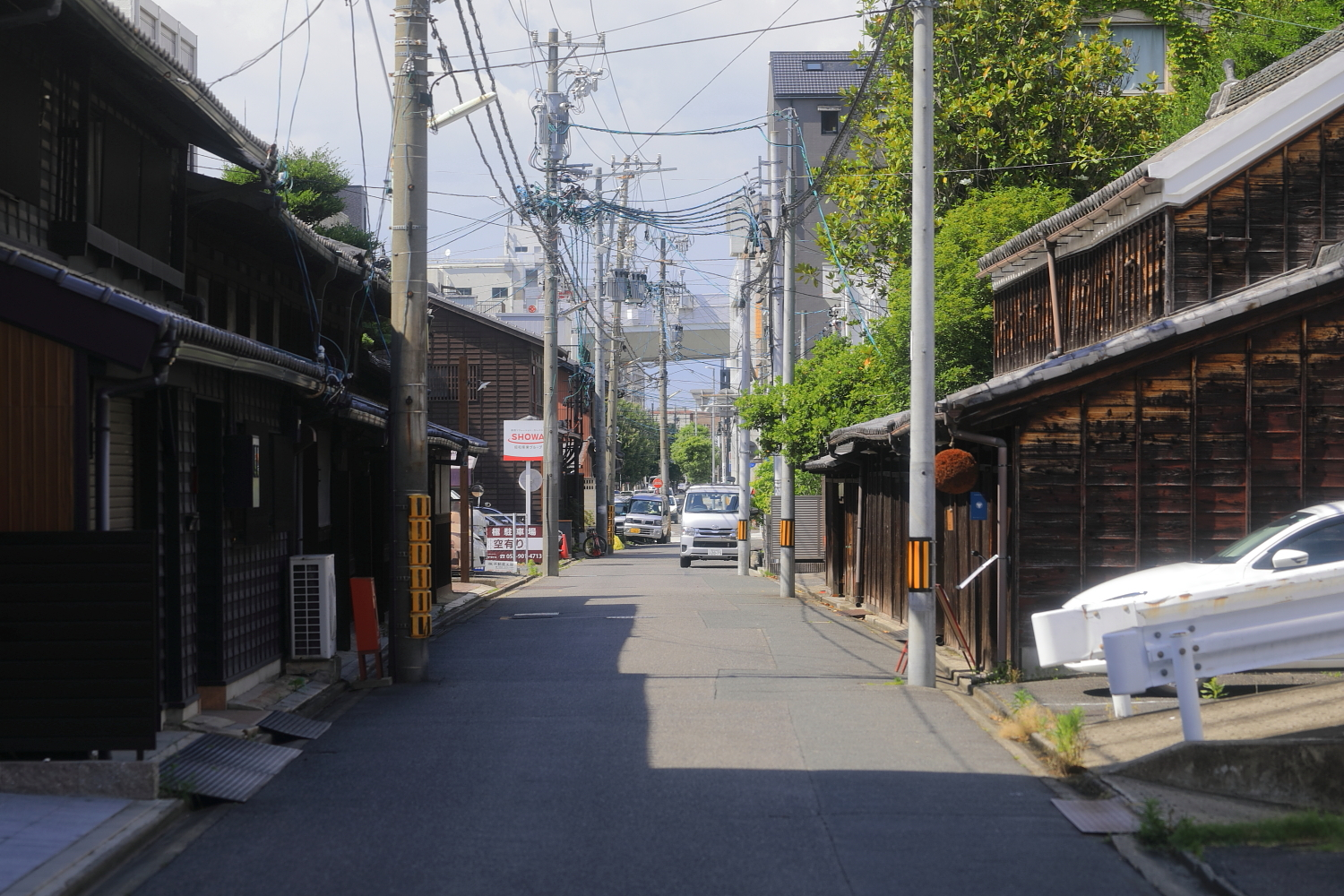
愛知県名古屋市西区那古野付近
（2021年（令和3年）6月）

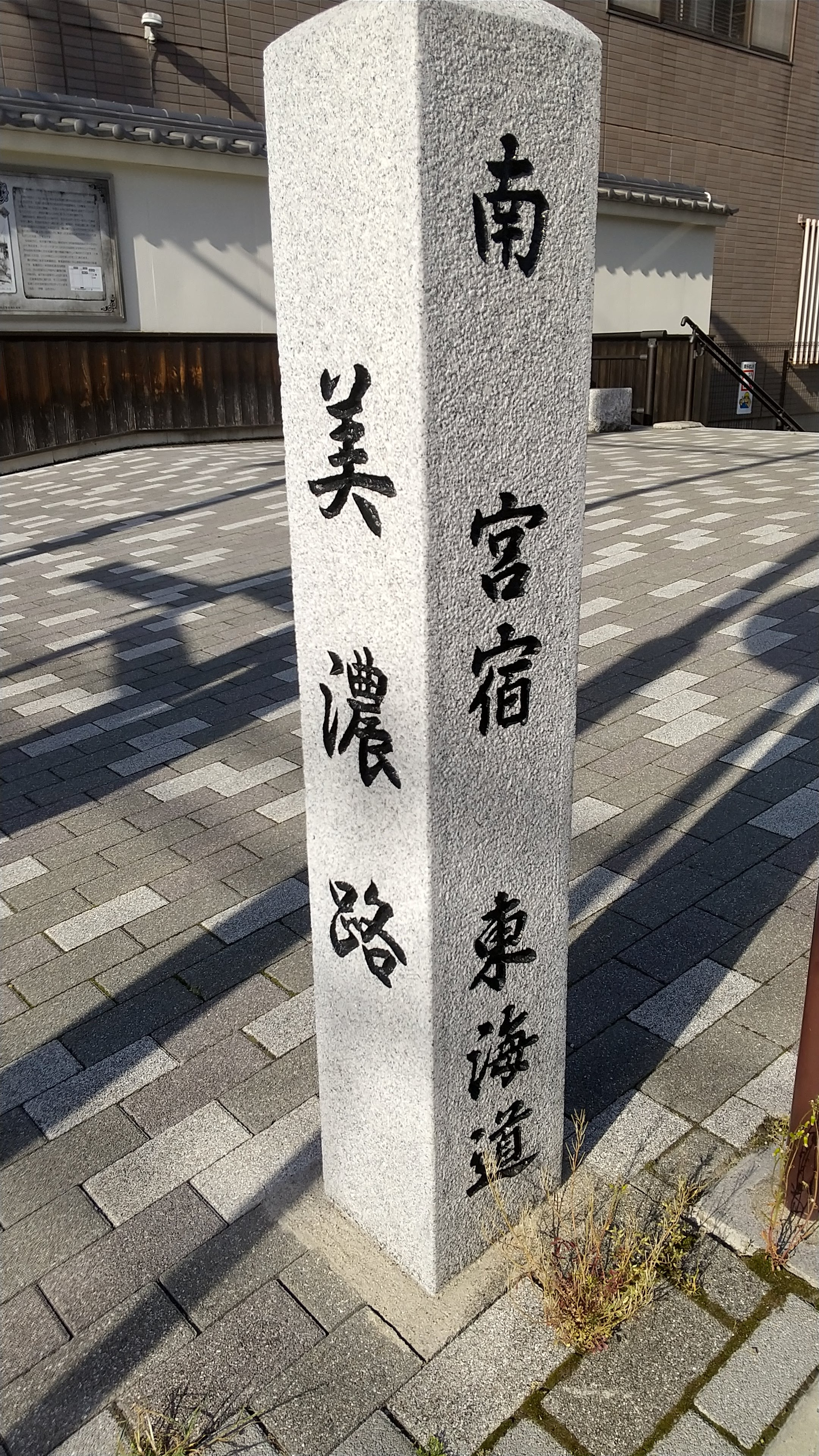
美濃路の道標：愛知県名古屋市西区那古野1丁目五條橋
（2023年（令和5年）4月）

美濃路（みのじ）は、江戸時代に東海道・宮宿と中山道・垂井宿とを結んだ脇往還（脇街道）である。

## 概要
美濃路の原型は古代において東海道から尾張国の国府を経由して美濃国にあった東山道の不破関に出る経路であったと考えられている。当時の正規の東海道は尾張国から伊勢湾を横断して伊勢国に渡ることになっていたが、東国から馬で奈良・京都に向かう場合に馬と一緒に伊勢湾を渡ることができず、近隣の住人に馬を預けてトラブルになることがあった（『日本書紀』大化2年3月甲申条）。このため、徒歩あるいは馬で西に向かう人はこのルートを用いたとみられている。
関ヶ原の戦いにおいては、東軍の先鋒である福島正則が起（愛知県一宮市）から美濃へ進軍し、戦いに勝利した徳川家康が凱旋した道で、「吉例街道」とも呼ばれ、将軍上洛時にも使われた。朝鮮通信使、琉球王使、お茶壺道中などが、この美濃路を通行した。
東海道では、宮宿と桑名宿の間に七里の渡しが存在しており、江戸時代は水難事故も起こりやすい難所とされていたため、東西を移動するのに遠回りであっても海路を避けられる美濃路が好まれることがあった。
美濃路の脇往還というべきルートとして、竹鼻街道（駒塚街道）（冨田一里塚 - 木曽川（駒塚渡船） - 竹鼻宿 - 長良川（本郷渡船） - 揖斐川（平渡船） - 大垣宿）も設置されていた。

## 美濃路の主な通行

### 朝鮮通信使（10回）
美濃路では、大垣泊、墨俣または起で休憩、名古屋泊が通例であった。

### 琉球王使（11回）
最初は東海道経由であったが、1714年（正徳4年）以降は、美濃路経由となった。休泊地は一定していなかった。

### お茶壺道中（毎年）
往路は東海道で茶壺が運ばれ、宇治で新茶がつめられて、帰路は中山道を経由するというのが通例だったが、元禄以降、帰路は美濃路経由で東海道を通った。

### 象（広南従四位白象）の通行（1729年）
美濃路での行程は、垂井泊、墨俣休、起泊、稲葉休、清須泊、宮休。

## 宿場一覧
1. 宮宿（愛知県名古屋市熱田区）
2. 名古屋宿（愛知県名古屋市中区）
3. 清須宿（愛知県清須市）
4. 稲葉宿（愛知県稲沢市）
5. 萩原宿（愛知県一宮市）
6. 起宿（愛知県一宮市）
7. 墨俣宿（岐阜県大垣市）
8. 大垣宿（岐阜県大垣市）
9. 垂井宿（岐阜県垂井町）

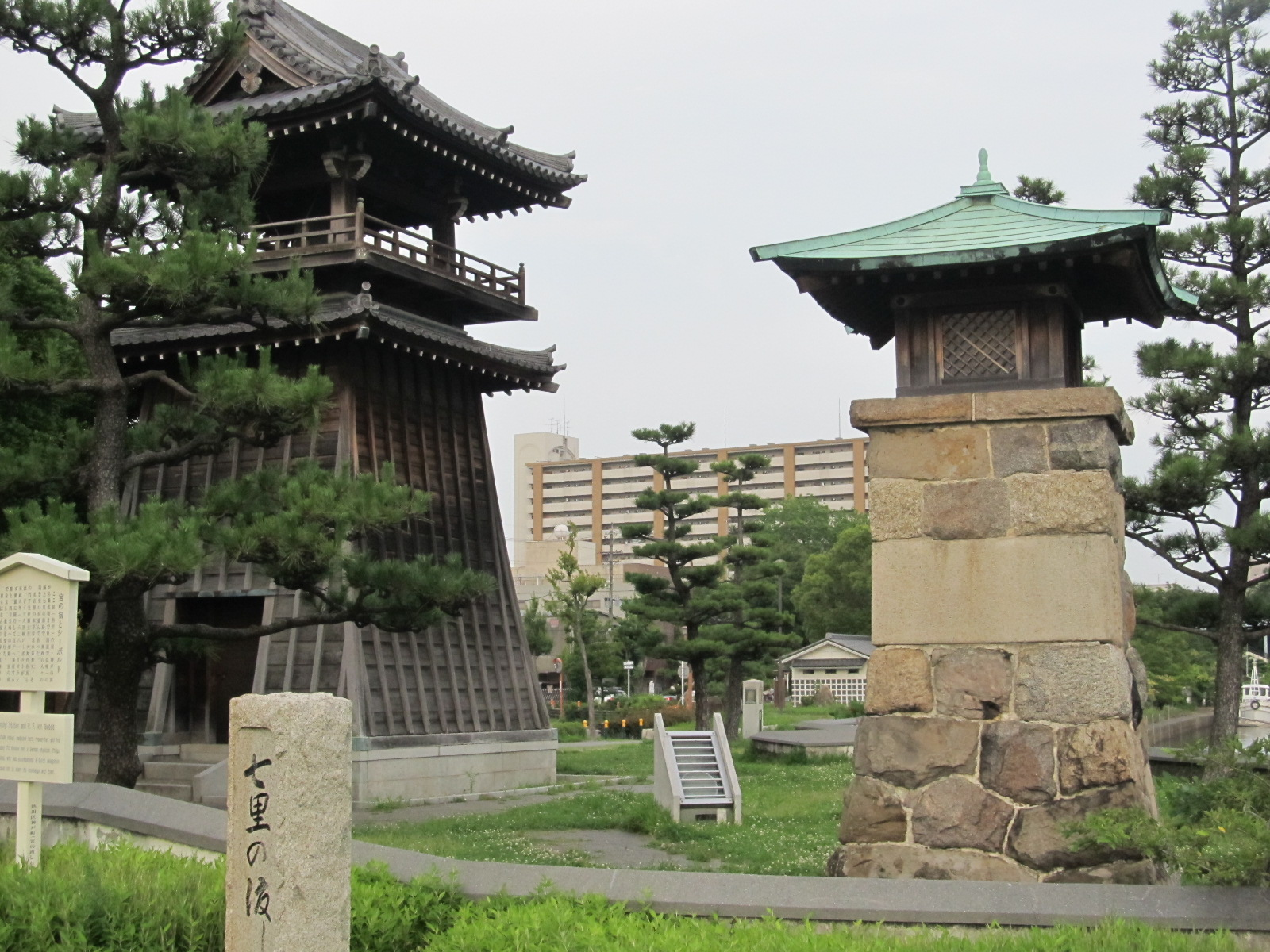
1.宮宿（七里の渡し）
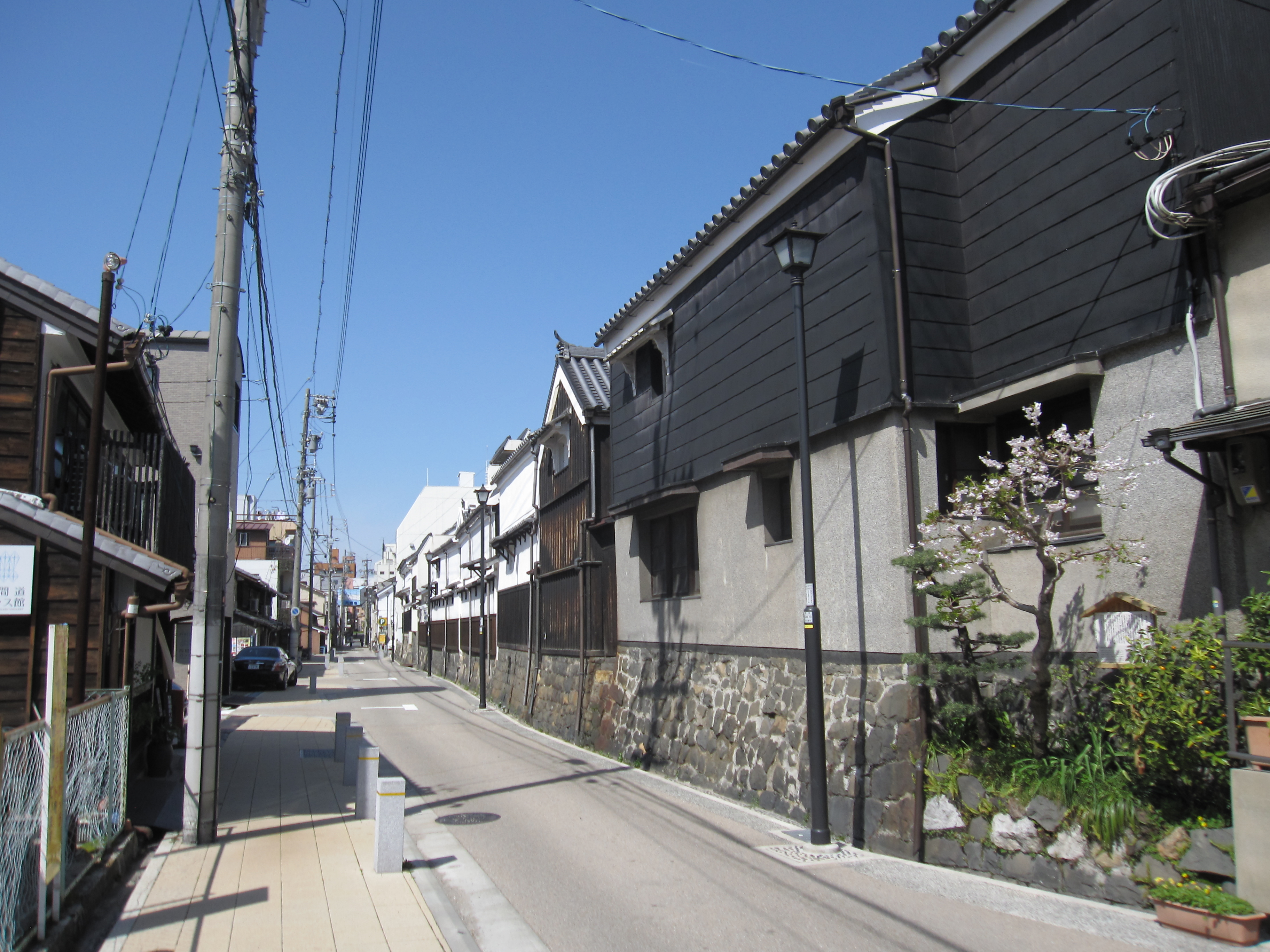
2.名古屋宿（四間道）
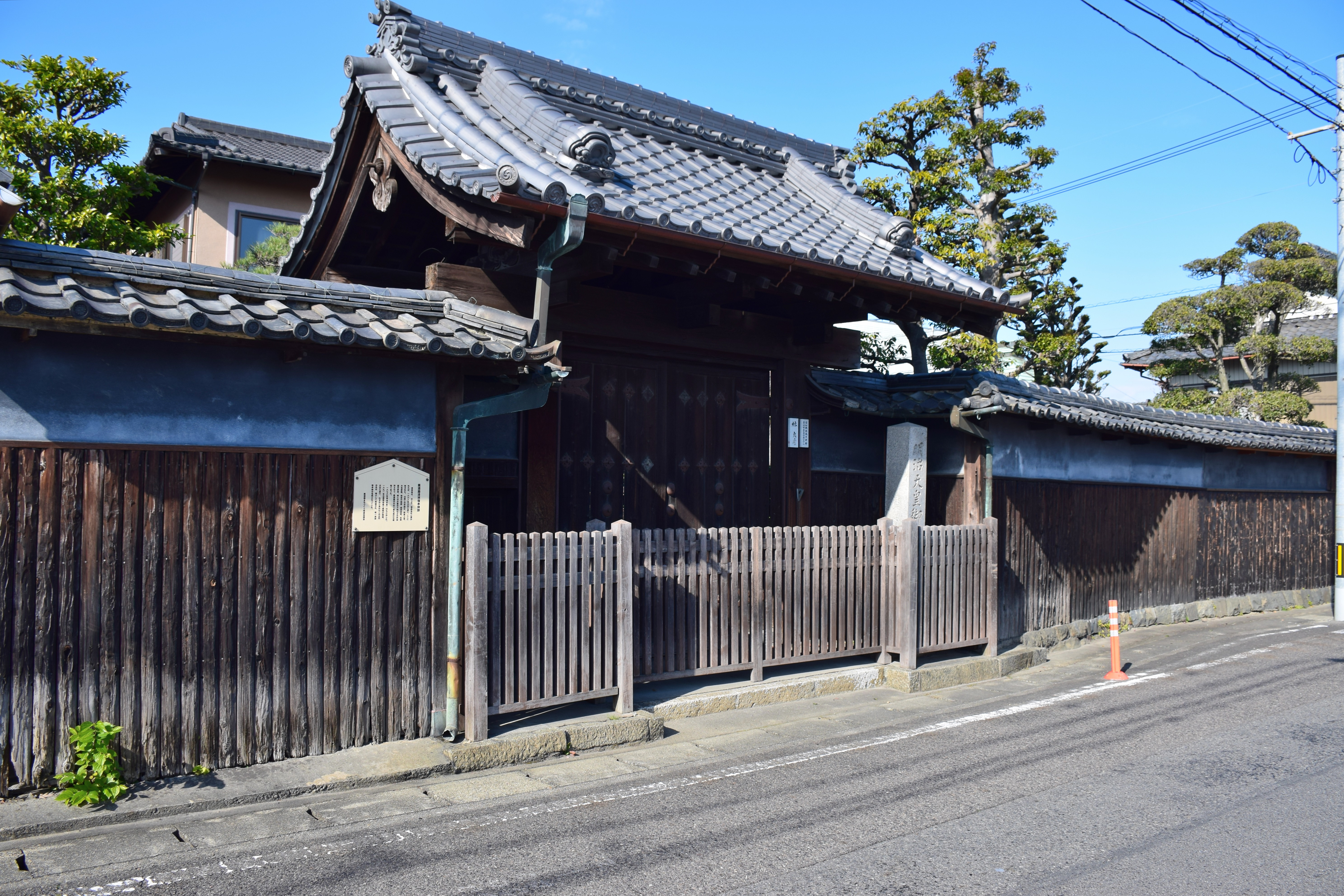
3.清須宿（本陣跡）
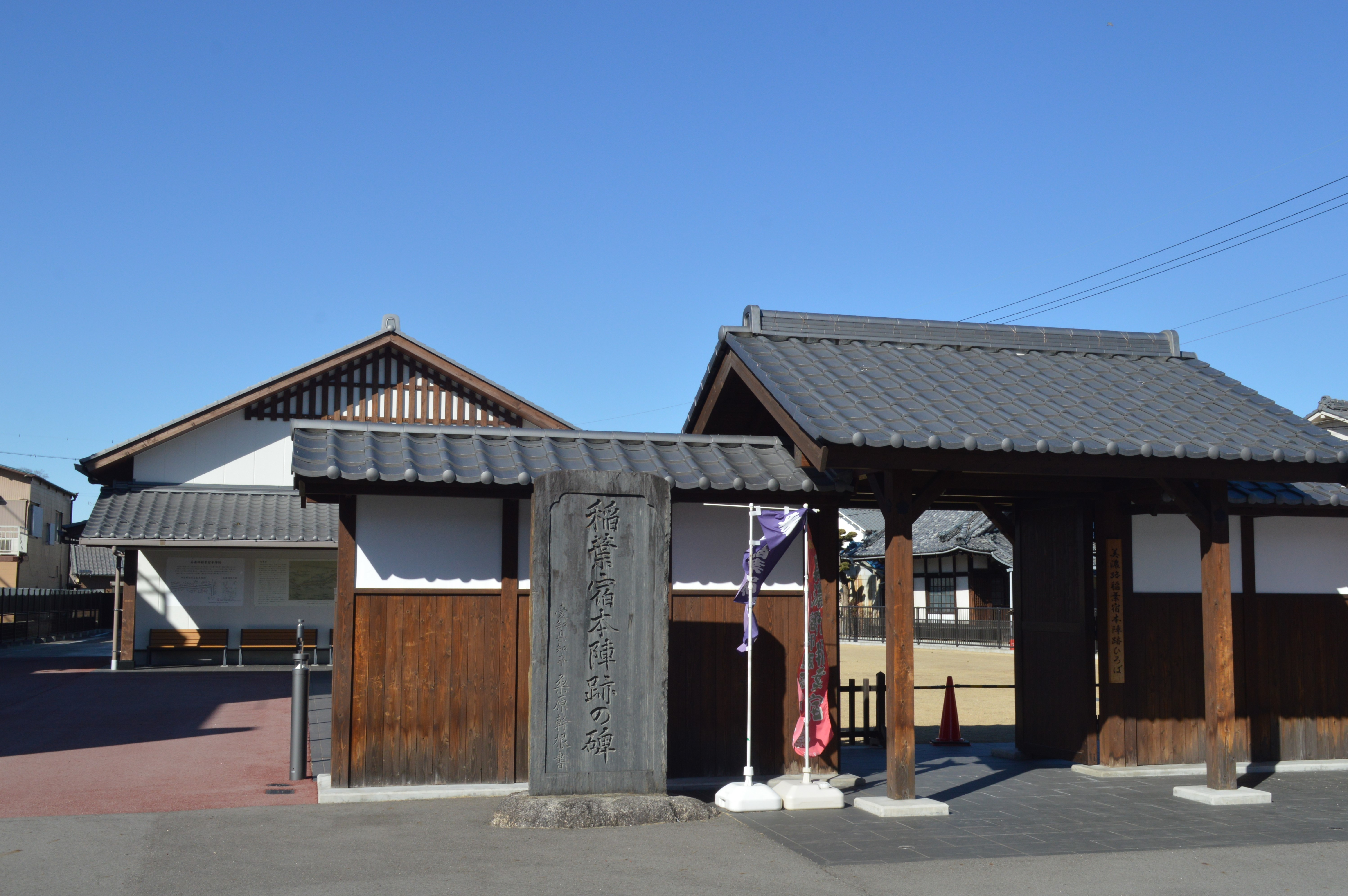
4.稲葉宿（本陣跡）
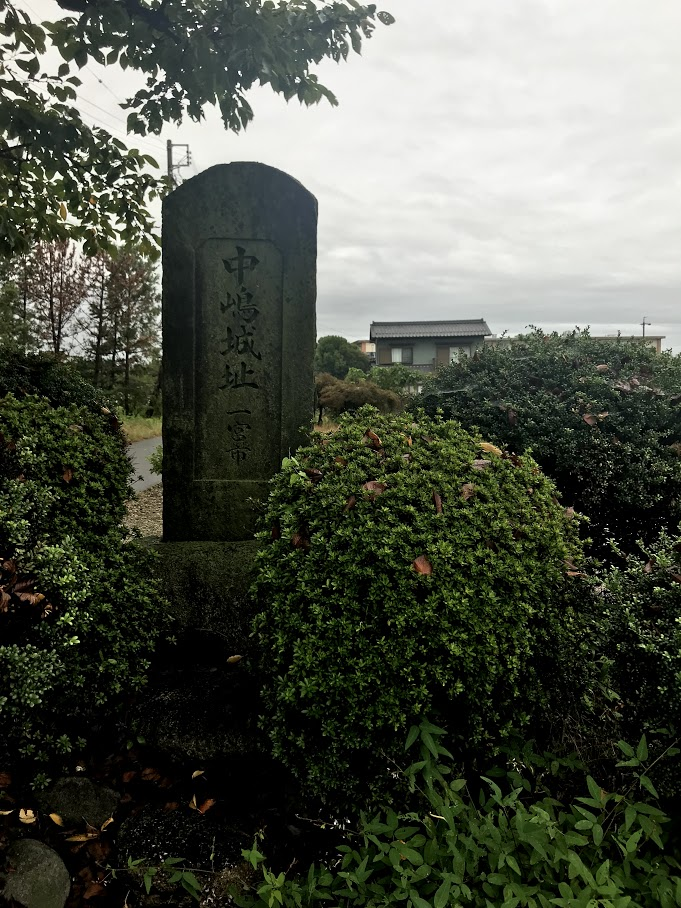
5.萩原宿（中島城）
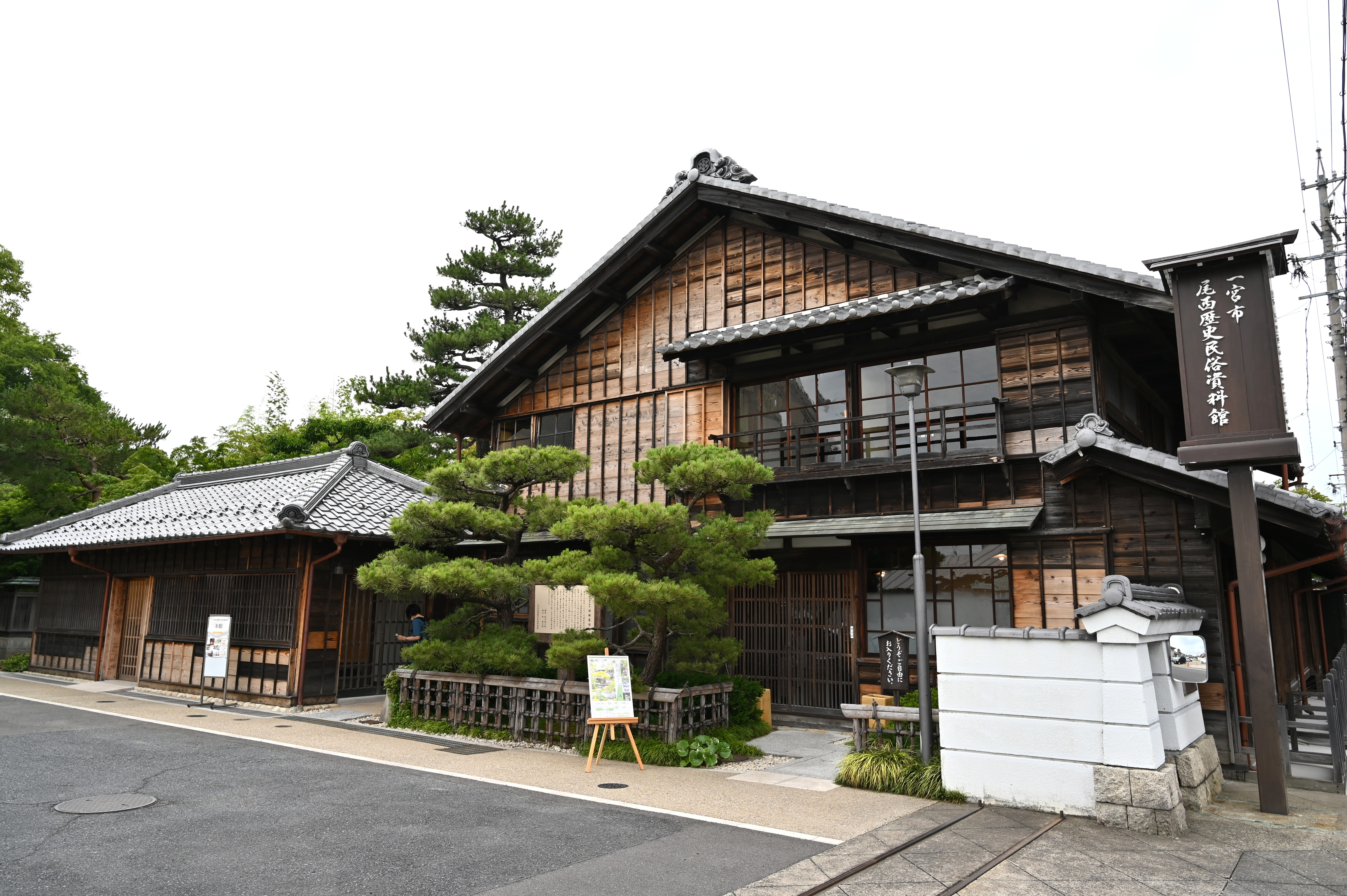
6.起宿（旧林家住宅）
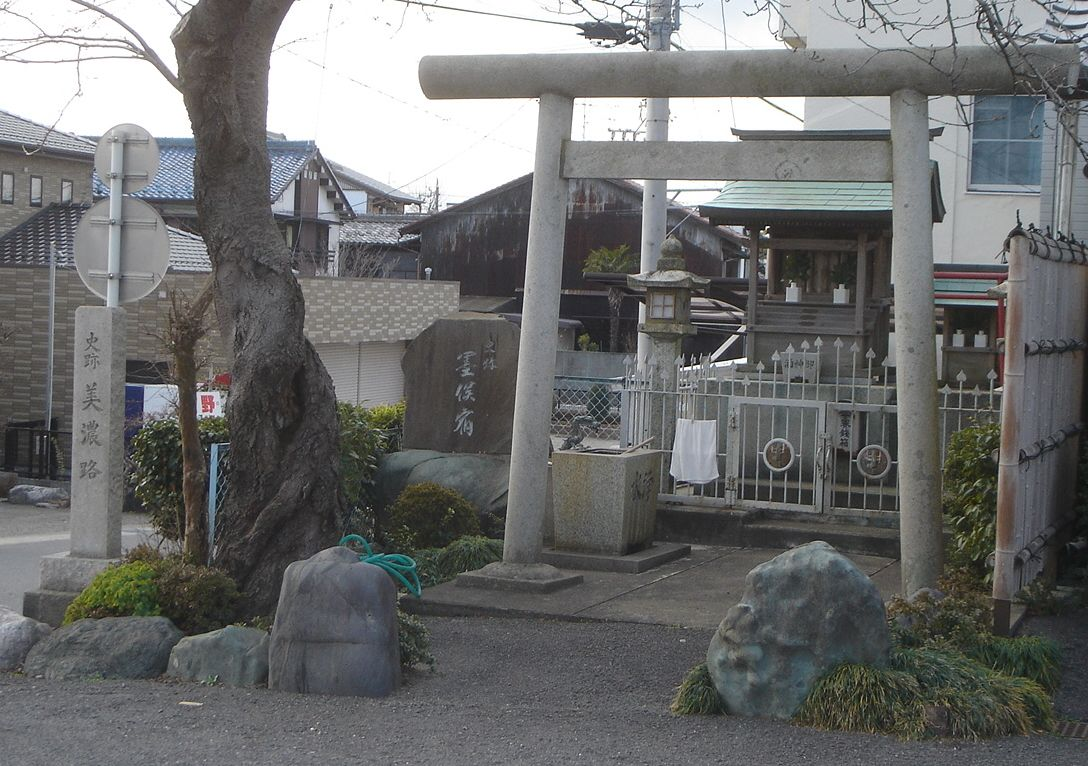
7.墨俣宿（本陣跡）
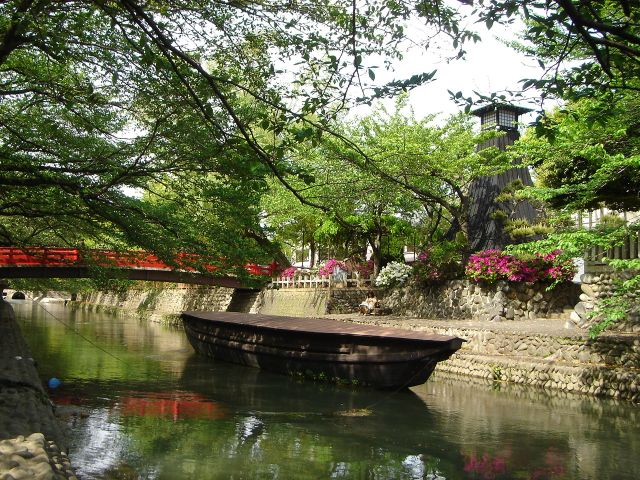
8.大垣宿（住吉灯台）
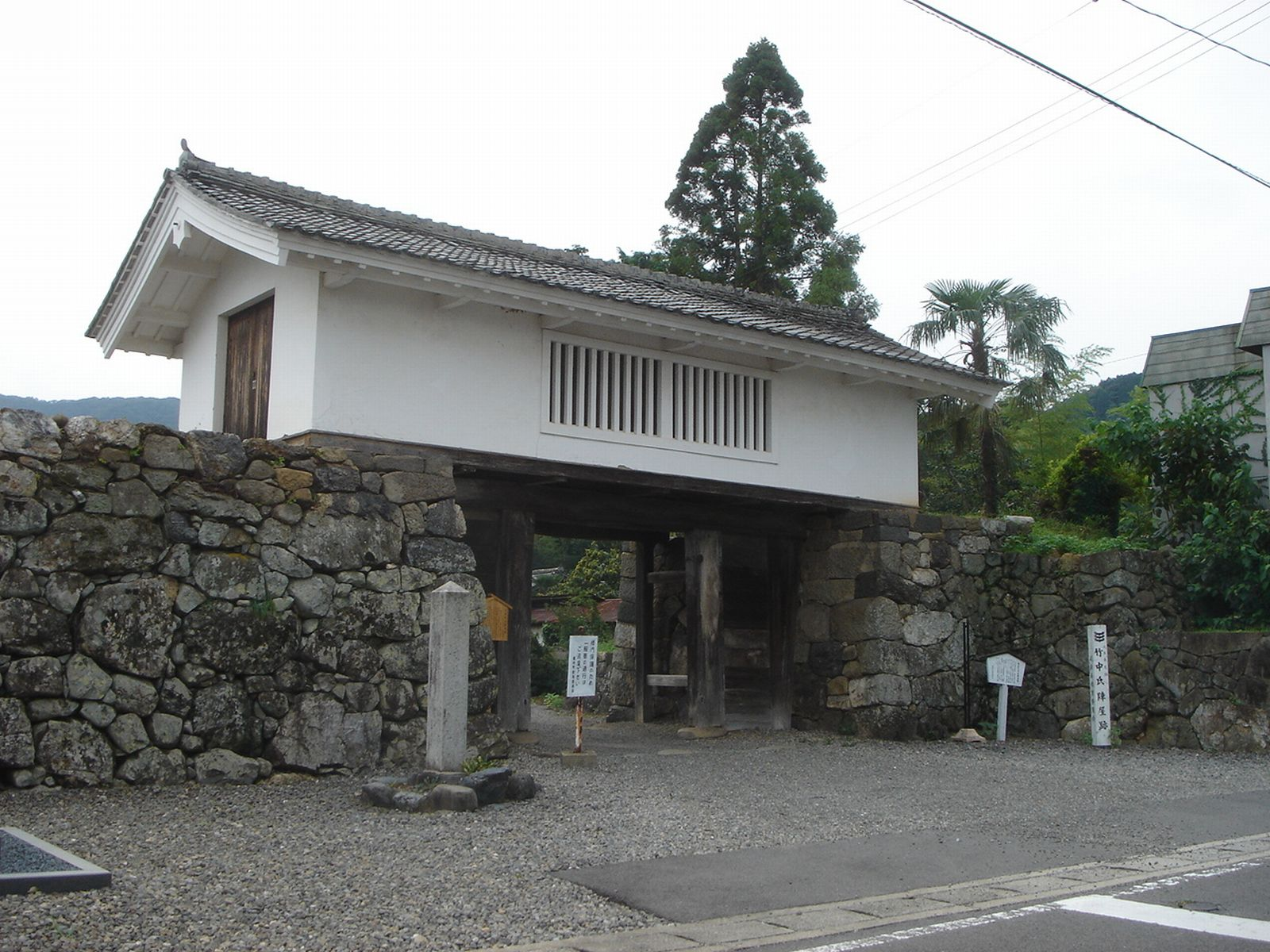
9.垂井宿（竹中陣屋）

## 美濃路の現在の交通
東海道本線、東海道新幹線、東名・名神高速道路などは、東京から熱田までは江戸時代の「東海道」に沿って敷かれているが、岐阜・草津間は「中山道」、そして熱田・岐阜間は美濃路に沿って敷かれている。
これは東西両京を結ぶ鉄道路線が計画された際、初めは中山道を経由して琵琶湖水運を当面の間は用いる案が採用されており、その建設資材を運びこむために愛知県知多郡武豊町の港を活用するべく、中山道の加納（岐阜）から名古屋を経由して武豊にいたる路線を敷設したことに起因している。
東西両京を結ぶ路線は、後に「中山道線」から「東海道線」に計画変更されたが、既に神戸から大阪・京都を経て大津までと、上記の区間を含む長浜から岐阜・名古屋を経て武豊間の鉄道が開業し、大津・長浜間の琵琶湖水運を用いて神戸から武豊までが結ばれていたことから、熱田以西は本来の東海道ではなく、すでに完成していたこれら路線を活用することが決められ、現在の東海道本線が形成された。その後に建設された東海道新幹線も、基本的にはこの美濃路を継承するルートを踏襲している。
高速道路は当初、中央自動車道として東京から小牧を経て西宮に至る路線が計画されたが、そのうちルートが先行確定していた小牧から西宮までを名神高速道路として開業させ、それに中央自動車道より先に開業した東名高速道路が接続したため、美濃路に沿う現状形態となった。